# Svájc a 2016. évi nyári olimpiai játékokon
Svájc a brazíliai Rio de Janeiróban megrendezett 2016. évi nyári olimpiai játékok egyik részt vevő nemzete volt. Az országot az olimpián 17 sportágban 103 sportoló képviselte, akik összesen 7 érmet szereztek.

## Érmesek
| Érem  | Versenyző                                           | Sportág       | Versenyszám                                |
| ----- | --------------------------------------------------- | ------------- | ------------------------------------------ |
| Arany | Mario Gyr Simon Niepmann Simon Schürch Lucas Tramèr | Evezés        | Férfi könnyűsúlyú kormányos nélküli négyes |
| Arany | Fabian Cancellara                                   | Kerékpározás  | Férfi egyéni időfutam                      |
| Arany | Nino Schurter                                       | Kerékpározás  | Férfi terep-kerékpározás                   |
| Ezüst | Bacsinszky Tímea Martina Hingis                     | Tenisz        | Női páros                                  |
| Ezüst | Nicola Spirig                                       | Triatlon      | Női                                        |
| Bronz | Heidi Diethelm                                      | Sportlövészet | Női sportpisztoly                          |
| Bronz | Giulia Steingruber                                  | Torna         | Női ugrás                                  |

## Atlétika
Férfi
| Versenyző            | Versenyszám | Előfutam | Előfutam | Előfutam | Elődöntő | Elődöntő | Elődöntő | Döntő   | Döntő    |
| Versenyző            | Versenyszám | Idő      | Hely.    | Össz.    | Idő      | Hely.    | Össz.    | Idő     | Helyezés |
| -------------------- | ----------- | -------- | -------- | -------- | -------- | -------- | -------- | ------- | -------- |
| Kariem Hussein       | 400 m gát   | 49,80    | 5.       | 31.      | kiesett  | kiesett  | kiesett  | kiesett | kiesett  |
| Tadesse Abraham      | Maraton     |          |          |          |          |          |          | 2:11:42 | 7.       |
| Christian Kreienbühl | Maraton     |          |          |          |          |          |          | 2:21:13 | 75.      |

Női
| Versenyző                                             | Versenyszám     | Selejtező | Selejtező | Selejtező | Előfutam | Előfutam | Előfutam | Elődöntő | Elődöntő | Elődöntő | Döntő   | Döntő    |
| Versenyző                                             | Versenyszám     | Idő       | Hely.     | Össz.     | Idő      | Hely.    | Össz.    | Idő      | Hely.    | Össz.    | Idő     | Helyezés |
| ----------------------------------------------------- | --------------- | --------- | --------- | --------- | -------- | -------- | -------- | -------- | -------- | -------- | ------- | -------- |
| Mujinga Kambundji                                     | 100 m           | kiemelt   | kiemelt   | kiemelt   | 11,19    | 3.       | 10.      | 11,16    | 6.       | 14.      | kiesett | kiesett  |
| Mujinga Kambundji                                     | 200 m           |           |           |           | 22,78    | 3.       | 16.**    | 22,83    | 6.       | 16.      | kiesett | kiesett  |
| Selina Rutz-Büchel                                    | 800 m           |           |           |           | 1:59,00  | 1.       | 4.       | 1:59,35  | 3.       | 8.       | kiesett | kiesett  |
| Clélia Rard-Reuse                                     | 100 m gát       |           |           |           | 12,91    | 4.       | 19.      | 12,96    | 5.       | 16.      | kiesett | kiesett  |
| Petra Fontanive                                       | 400 m gát       |           |           |           | 56,80    | 6.       | 30.*     | kiesett  | kiesett  | kiesett  | kiesett | kiesett  |
| Léa Sprunger                                          | 400 m gát       |           |           |           | 56,58    | 5.       | 25.      | kiesett  | kiesett  | kiesett  | kiesett | kiesett  |
| Fabienne Schlumpf                                     | 3000 m akadály  |           |           |           | 9:30,54  | 6.       | 15.      |          |          |          | 9:59,30 | 18.      |
| Maja Neuenschwander                                   | Maraton         |           |           |           |          |          |          |          |          |          | 2:34:27 | 29.      |
| Ajla Del Ponte Sarah Atcho Ellen Sprunger Salomé Kora | 4 × 100 m váltó |           |           |           | 43,12    | 5.       | 11.      |          |          |          | kiesett | kiesett  |

| Versenyző      | Versenyszám | Selejtező | Selejtező | Döntő    | Döntő    |
| Versenyző      | Versenyszám | Eredmény  | Helyezés  | Eredmény | Helyezés |
| -------------- | ----------- | --------- | --------- | -------- | -------- |
| Nicole Büchler | Rúdugrás    | 455 cm    | 8.***     | 470 cm   | 6.       |
| Angelica Moser | Rúdugrás    | 445 cm    | 23.       | kiesett  | kiesett  |

* - egy másik versenyzővel azonos eredményt ért el

** - két másik versenyzővel azonos eredményt ért el

*** - négy másik versenyzővel azonos eredményt ért el

## Cselgáncs
Férfi
| Versenyző          | Versenyszám | Selejtező         | 32-es főtábla                         | Nyolcaddöntő                            | Negyeddöntő       | Elődöntő          | Vigaszág elődöntő | Bronz- mérkőzés   | Döntő             | Helyezés |
| Versenyző          | Versenyszám | Ellenfél Eredmény | Ellenfél Eredmény                     | Ellenfél Eredmény                       | Ellenfél Eredmény | Ellenfél Eredmény | Ellenfél Eredmény | Ellenfél Eredmény | Ellenfél Eredmény | Helyezés |
| ------------------ | ----------- | ----------------- | ------------------------------------- | --------------------------------------- | ----------------- | ----------------- | ----------------- | ----------------- | ----------------- | -------- |
| Ludovic Chammartin | Légsúly     | erőnyerő          | Lenin Preciado (ECU) · 010(0)-002(3)  | Diyorbek Urozboev (UZB) · 000(2)–011(3) | kiesett           | kiesett           |                   |                   |                   | 9.       |
| Ciril Grossklaus   | Középsúly   | erőnyerő          | Alexandre Iddir (FRA) · 000(2)–000(1) | kiesett                                 | kiesett           | kiesett           |                   |                   |                   | 17.      |

Női
| Versenyző       | Versenyszám | Selejtező                             | Nyolcaddöntő                            | Negyeddöntő       | Elődöntő          | Vigaszág elődöntő | Bronz- mérkőzés   | Döntő             | Helyezés |
| Versenyző       | Versenyszám | Ellenfél Eredmény                     | Ellenfél Eredmény                       | Ellenfél Eredmény | Ellenfél Eredmény | Ellenfél Eredmény | Ellenfél Eredmény | Ellenfél Eredmény | Helyezés |
| --------------- | ----------- | ------------------------------------- | --------------------------------------- | ----------------- | ----------------- | ----------------- | ----------------- | ----------------- | -------- |
| Evelyne Tschopp | Harmatsúly  | Priscilla Gneto (FRA) · 100(1)-000(0) | Majlinda Kelmendi (KOS) · 000(0)–100(0) | kiesett           | kiesett           |                   |                   |                   | 9.       |

## Evezés
Férfi
| Versenyző                                                      | Versenyszám                          | Előfutam | Előfutam | Vigaszág | Vigaszág | Elődöntő | Elődöntő | Elődöntő | Döntő | Döntő   | Döntő | Helyezés |
| Versenyző                                                      | Versenyszám                          | Idő      | Hely.    | Idő      | Hely.    | Típus    | Idő      | Hely.    | Típus | Idő     | Hely. | Helyezés |
| -------------------------------------------------------------- | ------------------------------------ | -------- | -------- | -------- | -------- | -------- | -------- | -------- | ----- | ------- | ----- | -------- |
| Daniel Wiederkehr Michael Schmid                               | Könnyűsúlyú kétpárevezős             | 6:29,95  | 3.       | 7:07,90  | 3.       | C/D      | 7:22,15  | 1.       | C     | 6:42,57 | 1.    | 13.      |
| Nico Stahlberg Augustin Maillefer Roman Röösli Barnabé Delarze | Négypárevezős                        | 5:51,52  | 3.       | 5:56,13  | 4.       |          |          |          | B     | 6:11,18 | 1.    | 7.       |
| Lucas Tramèr Simon Schürch Simon Niepmann Mario Gyr            | Könnyűsúlyú kormányos nélküli négyes | 6:03,52  | 3.       | erőnyerő | erőnyerő | A/B      | 6:17,85  | 1.       | A     | 6:20,51 | 1.    |          |

Női
| Versenyző       | Versenyszám  | Előfutam | Előfutam | Vigaszág | Vigaszág | Negyeddöntő | Negyeddöntő | Elődöntő | Elődöntő | Elődöntő | Döntő | Döntő   | Döntő | Helyezés |
| Versenyző       | Versenyszám  | Idő      | Hely.    | Idő      | Hely.    | Idő         | Hely.       | Típus    | Idő      | Hely.    | Típus | Idő     | Hely. | Helyezés |
| --------------- | ------------ | -------- | -------- | -------- | -------- | ----------- | ----------- | -------- | -------- | -------- | ----- | ------- | ----- | -------- |
| Jeannine Gmelin | Egypárevezős | 8:28,10  | 2.       | erőnyerő | erőnyerő | 7:29,66     | 2.          | A/B      | 7:49,83  | 3.       | A     | 7:29,69 | 5.    | 5.       |

## Golf
| Versenyző         | Versenyszám | 1. forduló | 1. forduló | 2. forduló | 2. forduló | 3. forduló | 3. forduló | 4. forduló | 4. forduló | Összesen | Összesen | Összesen |
| Versenyző         | Versenyszám | Pont       | Par        | Pont       | Par        | Pont       | Par        | Pont       | Par        | Pontszám | Par      | Helyezés |
| ----------------- | ----------- | ---------- | ---------- | ---------- | ---------- | ---------- | ---------- | ---------- | ---------- | -------- | -------- | -------- |
| Fabienne In-Albon | Női egyéni  | 74         | +3         | 78         | +7         | 75         | +4         | 79         | +8         | 306      | +22      | 57.      |
| Albane Valenzuela | Női egyéni  | 71         | 0          | 68         | −3         | 72         | +1         | 71         | 0          | 282      | −2       | 21.      |

## Kajak-kenu

### Gyorsasági
Férfi
| Versenyző  | Versenyszám        | Előfutam | Előfutam | Előfutam | Elődöntő | Elődöntő | Elődöntő | Döntő   | Döntő   | Döntő    | Helyezés |
| Versenyző  | Versenyszám        | Idő      | Hely.    | Össz.    | Idő      | Hely.    | Össz.    | Típus   | Idő     | Helyezés | Helyezés |
| ---------- | ------------------ | -------- | -------- | -------- | -------- | -------- | -------- | ------- | ------- | -------- | -------- |
| Fabio Wyss | Kajak egyes 1000 m | 3:41,985 | 7.       | 21.      | kiesett  | kiesett  | kiesett  | kiesett | kiesett | kiesett  | 21.      |

### Szlalom
Férfi
| Versenyző               | Versenyszám | Selejtező | Selejtező | Selejtező | Selejtező | Selejtező     | Selejtező     | Elődöntő | Elődöntő | Döntő  | Döntő    |
| Versenyző               | Versenyszám | 1. futam  | 1. futam  | 2. futam  | 2. futam  | Jobb eredmény | Jobb eredmény | Elődöntő | Elődöntő | Döntő  | Döntő    |
| Versenyző               | Versenyszám | Pont      | Hely.     | Pont      | Hely.     | Pont          | Hely.         | Pont     | Hely.    | Pont   | Helyezés |
| ----------------------- | ----------- | --------- | --------- | --------- | --------- | ------------- | ------------- | -------- | -------- | ------ | -------- |
| Lukas Werro Simon Werro | Kenu kettes | 158,47    | 11.       | 110,56    | 6.        | 110,56        | 9.            | 115,40   | 9.       | 111,52 | 9.       |

## Kerékpározás

### BMX
| Versenyző  | Versenyszám | Selejtező | Selejtező | Negyeddöntő | Negyeddöntő | Elődöntő | Elődöntő | Döntő   | Döntő    | Helyezés |
| Versenyző  | Versenyszám | Idő       | Helyezés  | Pont        | Helyezés    | Pont     | Helyezés | Idő     | Helyezés | Helyezés |
| ---------- | ----------- | --------- | --------- | ----------- | ----------- | -------- | -------- | ------- | -------- | -------- |
| David Graf | Férfi       | 34,678    | 2.        | 14          | 4.          | 22       | 7.       | kiesett | kiesett  | 14.      |

### Hegyi-kerékpározás
| Versenyző         | Versenyszám        | Idő           | Helyezés      |
| ----------------- | ------------------ | ------------- | ------------- |
| Mathias Flückiger | Férfi terepverseny | 1:35:52       | 6.            |
| Lars Forster      | Férfi terepverseny | nem ért célba | nem ért célba |
| Nino Schurter     | Férfi terepverseny | 1:33:28       |               |
| Linda Indergand   | Női terepverseny   | 1:33:27       | 8.            |
| Jolanda Neff      | Női terepverseny   | 1:32:43       | 6.            |

### Országúti kerékpározás
| Versenyző             | Versenyszám   | Idő              | Helyezés      |
| --------------------- | ------------- | ---------------- | ------------- |
| Michael Albasini      | Mezőnyverseny | nem ért célba    | nem ért célba |
| Steve Morabito        | Mezőnyverseny | nem ért célba    | nem ért célba |
| Sébastien Reichenbach | Mezőnyverseny | 6:13:36 (+3:31)  | 19.           |
| Fabian Cancellara     | Mezőnyverseny | 6:21:54 (+11:49) | 34.           |
| Fabian Cancellara     | Időfutam      | 1:12:15,42       |               |

Női
| Versenyző    | Versenyszám   | Idő             | Helyezés |
| ------------ | ------------- | --------------- | -------- |
| Jolanda Neff | Mezőnyverseny | 3:51:47 (+0:20) | 8.       |

### Pálya-kerékpározás
Üldözőversenyek
| Versenyző                                              | Versenyszám  | Selejtező | Selejtező | Elődöntő                                                                                           | Elődöntő  | Elődöntő | Döntő                                                                              | Döntő     | Döntő    |
| Versenyző                                              | Versenyszám  | Idő       | Hely.     | Ellenfél Idő                                                                                       | Saját idő | Hely.    | Ellenfél Idő                                                                       | Saját idő | Helyezés |
| ------------------------------------------------------ | ------------ | --------- | --------- | -------------------------------------------------------------------------------------------------- | --------- | -------- | ---------------------------------------------------------------------------------- | --------- | -------- |
| Olivier Beer Silvan Dillier Théry Schir Cyrille Thièry | Férfi csapat | 4:03,845  | 7.        | Németország (GER) · Theo Reinhardt · Nils Schomber · Kersten Thiele · Domenic Weinstein · 3:56,903 | 4:03,580  | 7.       | 7. helyért · Kína (CHN) · Qin Chenlu · Liu Hao · Fan Yang · Shen Pingan · 4:03,687 | 4:01,786  | 7.       |

Omnium
| Versenyző  | Versenyszám | 15 km-es scratch | 15 km-es scratch | 4 km-es egyéni üldözőverseny | 4 km-es egyéni üldözőverseny | 4 km-es egyéni üldözőverseny | Kieséses verseny | Kieséses verseny | 1000 m-es időfutam | 1000 m-es időfutam | 1000 m-es időfutam | 250 méter repülő rajt | 250 méter repülő rajt | 250 méter repülő rajt | 30 km-es pontverseny | 30 km-es pontverseny | Összesítés | Összesítés |
| Versenyző  | Versenyszám | Pont             | Hely.            | Idő                          | Pont                         | Hely.                        | Pont             | Hely.            | Idő                | Pont               | Hely.              | Idő                   | Pont                  | Hely.                 | Pont                 | Hely.                | Pont       | Helyezés   |
| ---------- | ----------- | ---------------- | ---------------- | ---------------------------- | ---------------------------- | ---------------------------- | ---------------- | ---------------- | ------------------ | ------------------ | ------------------ | --------------------- | --------------------- | --------------------- | -------------------- | -------------------- | ---------- | ---------- |
| Gaël Suter | Férfi       | 12               | 15.              | 4:36,674                     | 8                            | 17.                          | 26               | 8.               | 1:04,433           | 16                 | 13.                | 12,981                | 32                    | 5.                    | 1                    | 13.                  | 95         | 12.        |

## Lovaglás
Díjlovaglás
| Versenyző              | Ló      | Versenyszám | 1. kör | 1. kör | 2. kör | 2. kör | Döntő   | Döntő   | Végeredmény | Végeredmény |
| Versenyző              | Ló      | Versenyszám | Pont   | Hely.  | Pont   | Hely.  | Pont    | Hely.   | Pont        | Helyezés    |
| ---------------------- | ------- | ----------- | ------ | ------ | ------ | ------ | ------- | ------- | ----------- | ----------- |
| Marcela Krinke-Susmelj | Molberg | Egyéni      | 72,700 | 24.    | 72,885 | 24.    | kiesett | kiesett | kiesett     | kiesett     |

Díjugratás
| Versenyző                                                | Ló                                                           | Versenyszám | Selejtező | Selejtező | Selejtező | Selejtező | Selejtező | Selejtező | Selejtező | Selejtező | Döntő         | Döntő         | Döntő   | Végeredmény | Végeredmény |
| Versenyző                                                | Ló                                                           | Versenyszám | 1. kör    | 1. kör    | 2. kör    | 2. kör    | 2. kör    | 3. kör    | 3. kör    | 3. kör    | 1. kör        | 1. kör        | 2. kör  | Végeredmény | Végeredmény |
| Versenyző                                                | Ló                                                           | Versenyszám | Bünt.     | Hely.     | Bünt.     | Össz.     | Hely.     | Bünt.     | Össz.     | Hely.     | Bünt.         | Hely.         | Bünt.   | Bünt.       | Helyezés    |
| -------------------------------------------------------- | ------------------------------------------------------------ | ----------- | --------- | --------- | --------- | --------- | --------- | --------- | --------- | --------- | ------------- | ------------- | ------- | ----------- | ----------- |
| Romain Duguet                                            | Quorida de Treho                                             | Egyéni      | 4         | 27.       | 0         | 4         | 15.       | 5         | 9         | 23.       | 12            | 32.           | kiesett | 12          | 32.         |
| Martin Fuchs                                             | Clooney                                                      | Egyéni      | 4         | 27.       | 0         | 4         | 15.       | 5         | 9         | 23.       | 0             | 1.            | 4       | 4           | 9.          |
| Steve Guerdat                                            | Nino de Buissonnets                                          | Egyéni      | 0         | 1.        | 0         | 8         | 30.       | 1         | 9         | 23.       | 0             | 1.            | 0+4     | 4           | 4.          |
| Janika Sprunger                                          | Bonne Chance CW                                              | Egyéni      | 0         | 1.        | 8         | 8         | 30.       | 1         | 9         | 23.       | nem ért célba | nem ért célba | kiesett | -           | 37.         |
| Romain Duguet Martin Fuchs Steve Guerdat Janika Sprunger | Quorida de Treho Clooney Nino de Buissonnets Bonne Chance CW | Csapat      |           |           |           |           |           |           |           |           | 8             | 7.            | 7       | 15          | 6.          |

Lovastusa
| Versenyző  | Ló            | Versenyszám | Díjlovaglás | Díjlovaglás | Tereplovaglás | Tereplovaglás | Tereplovaglás | Díjugratás | Díjugratás  | Díjugratás | Díjugratás | Végeredmény | Végeredmény |
| Versenyző  | Ló            | Versenyszám | Díjlovaglás | Díjlovaglás | Tereplovaglás | Tereplovaglás | Tereplovaglás | Selejtező  | Selejtező   | Selejtező  | Döntő      | Végeredmény | Végeredmény |
| Versenyző  | Ló            | Versenyszám | Bünt.       | Hely.       | Bünt.         | Bünt. össz.   | Hely.         | Bünt.      | Bünt. össz. | Hely.      | Bünt.      | Bünt.       | Helyezés    |
| ---------- | ------------- | ----------- | ----------- | ----------- | ------------- | ------------- | ------------- | ---------- | ----------- | ---------- | ---------- | ----------- | ----------- |
| Ben Vogg   | Noe des Vatys | Egyéni      | 51,7        | 49.         | 82,4          | 134,1         | 43.           | 14,0       | 148,1       | 43.        | kiesett    | 148,1       | 43.         |
| Felix Vogg | Onfire        | Egyéni      | 46,7        | 25.         | nem ért célba | nem ért célba | nem ért célba | kiesett    | kiesett     | kiesett    | kiesett    | kiesett     | kiesett     |

## Röplabda

### Strandröplabda

#### Női
| Versenyző                         | Csoportkör | Csoportkör | 16 közé jutásért  | Nyolcaddöntő                                                                    | Negyeddöntő                                                            | Elődöntő          | Döntő             | Helyezés |
| Versenyző                         | Ellenfél Eredmény | Hely.      | Ellenfél Eredmény | Ellenfél Eredmény                                                               | Ellenfél Eredmény                                                      | Ellenfél Eredmény | Ellenfél Eredmény | Helyezés |
| --------------------------------- | --- | ---------- | ----------------- | ------------------------------------------------------------------------------- | ---------------------------------------------------------------------- | ----------------- | ----------------- | -------- |
| Joana Heidrich Nadine Zumkehr     | E csoport · Németország (GER) · Karla Borger · Britta Büthe · 21–12, 21–16 · Kanada (CAN) · Heather Bansley · Sarah Pavan · 18–21, 18–21 · Hollandia (NED) · Jantine van der Vlist · Sophie van Gestel · 17–21, 21–11, 15–8               | 2.         |                   | Hollandia (NED) · Madelein Meppelink · Marleen van Iersel · 19–21, 21–13, 15–10 | Brazília (BRA) · Talita Antunes · Larissa França · 23–21, 25–27, 13–15 | kiesett           | kiesett           | 5.       |
| Isabelle Forrer Anouk Vergé-Dépré | C csoport · Kína (CHN) · Wang Fan · Yue Yuan · 22–24, 21–18, 12–15 · Ausztrália (AUS) · Mariafe Artacho del Solar · Nicole Laird · 19–21, 21–16, 21–19 · Egyesült Államok (USA) · April Ross · Kerri Walsh Jennings · 13–21, 24–22, 12–15 | 3.         |                   | Németország (GER) · Laura Ludwig · Kira Walkenhorst · 19–21, 10–21              | kiesett                                                                | kiesett           | kiesett           | 9.       |

## Sportlövészet
Férfi
| Versenyző      | Versenyszám           | Selejtező | Selejtező | Döntő   | Döntő    |
| Versenyző      | Versenyszám           | Pont      | Helyezés  | Pont    | Helyezés |
| -------------- | --------------------- | --------- | --------- | ------- | -------- |
| Jan Lochbihler | Sportpuska, fekvő     | 623,0     | 14.       | kiesett | kiesett  |
| Jan Lochbihler | Sportpuska, összetett | 1166      | 30.       | kiesett | kiesett  |

Női
| Versenyző      | Versenyszám           | Selejtező | Selejtező | Elődöntő | Elődöntő | Döntő   | Döntő    |
| Versenyző      | Versenyszám           | Pont      | Helyezés  | Pont     | Helyezés | Pont    | Helyezés |
| -------------- | --------------------- | --------- | --------- | -------- | -------- | ------- | -------- |
| Heidi Diethelm | Légpisztoly           | 376       | 35.       |          |          | kiesett | kiesett  |
| Heidi Diethelm | Sportpisztoly         | 582       | 7.        | 17       | 4.       | 8       |          |
| Sarah Hornung  | Légpuska              | 414,3     | 21.       |          |          | kiesett | kiesett  |
| Nina Christen  | Légpuska              | 414,7     | 16.       |          |          | kiesett | kiesett  |
| Nina Christen  | Sportpuska, összetett | 586       | 2.        |          |          | 414,8   | 6.       |

## Szinkronúszás
| Versenyző                 | Versenyszám | Technikai gyakorlat | Technikai gyakorlat | Selejtező        | Selejtező        | Selejtező  | Selejtező  | Döntő            | Döntő            | Döntő      | Döntő      | Helyezés |
| Versenyző                 | Versenyszám | Technikai gyakorlat | Technikai gyakorlat | Szabad gyakorlat | Szabad gyakorlat | Összesítés | Összesítés | Szabad gyakorlat | Szabad gyakorlat | Összesítés | Összesítés | Helyezés |
| Versenyző                 | Versenyszám | Pont                | Hely.               | Pont             | Hely.            | Pont       | Hely.      | Pont             | Hely.            | Pont       | Hely.      | Helyezés |
| ------------------------- | ----------- | ------------------- | ------------------- | ---------------- | ---------------- | ---------- | ---------- | ---------------- | ---------------- | ---------- | ---------- | -------- |
| Sophie Giger Sascia Kraus | Páros       | 83,3366             | 13.                 | 83,5667          | 14.              | 166,9033   | 14.        | kiesett          | kiesett          | kiesett    | kiesett    | 14.      |

## Tenisz
Női
| Versenyző                       | Versenyszám | 64-es főtábla                                            | 32-es főtábla                                                        | Nyolcaddöntő                                                                 | Negyeddöntő                                                                                 | Elődöntő                                                                   | Bronz- mérkőzés   | Döntő                                                                  | Helyezés |
| Versenyző                       | Versenyszám | Ellenfél Eredmény                                        | Ellenfél Eredmény                                                    | Ellenfél Eredmény                                                            | Ellenfél Eredmény                                                                           | Ellenfél Eredmény                                                          | Ellenfél Eredmény | Ellenfél Eredmény                                                      | Helyezés |
| ------------------------------- | ----------- | -------------------------------------------------------- | -------------------------------------------------------------------- | ---------------------------------------------------------------------------- | ------------------------------------------------------------------------------------------- | -------------------------------------------------------------------------- | ----------------- | ---------------------------------------------------------------------- | -------- |
| Bacsinszky Tímea                | Egyes       | Csang Suaj (Zhang Shuai) (CHN) · 7-6(7–4), 4-6, 6-7(7–9) | kiesett                                                              | kiesett                                                                      | kiesett                                                                                     | kiesett                                                                    | kiesett           | kiesett                                                                | 33.      |
| Bacsinszky Tímea Martina Hingis | Páros       |                                                          | Ausztrália (AUS) · Daria Gavrilova · Samantha Stosur · 6-4, 4-6, 6-2 | Egyesült Államok (USA) · Bethanie Mattek-Sands · Coco Vandeweghe] · 6-4, 6-4 | Tajvan (TPE) · Csang Hao-csing (Chan Hao-ching) · Csan Jung-zsan (Chan Yung-jan) · 6-3, 6-0 | Csehország (CZE) · Andrea Hlaváčková · Lucie Hradecká · 5-7, 7-6(7–3), 6-2 |                   | Oroszország (RUS) · Jekatyerina Makarova · Jelena Vesznyina · 4-6, 4-6 |          |

## Tollaslabda
| Versenyző      | Versenyszám | Csoportkör                                                                            | Csoportkör | Nyolcaddöntő      | Negyeddöntő       | Elődöntő          | Bronz- mérkőzés   | Döntő             | Helyezés |
| Versenyző      | Versenyszám | Ellenfél Eredmény                                                                     | Hely.      | Ellenfél Eredmény | Ellenfél Eredmény | Ellenfél Eredmény | Ellenfél Eredmény | Ellenfél Eredmény | Helyezés |
| -------------- | ----------- | ------------------------------------------------------------------------------------- | ---------- | ----------------- | ----------------- | ----------------- | ----------------- | ----------------- | -------- |
| Sabrina Jaquet | Női egyes   | D csoport · Linda Zetchiri (BUL) · 17–21, 15–21 · Kirsty Gilmour (GBR) · 17–21, 15–21 | 3.         | kiesett           | kiesett           | kiesett           | kiesett           | kiesett           | 28.      |

## Torna
Férfi
| Versenyző                                                                | Versenyszám      | Selejtező | Selejtező | Döntő    | Döntő    |
| Versenyző                                                                | Versenyszám      | Pontszám  | Helyezés  | Pontszám | Helyezés |
| ------------------------------------------------------------------------ | ---------------- | --------- | --------- | -------- | -------- |
| Christian Baumann                                                        | Korlát           | 14,933    | 30.       | kiesett  | kiesett  |
| Christian Baumann                                                        | Nyújtó           | 13,700    | 52.       | kiesett  | kiesett  |
| Christian Baumann                                                        | Gyűrű            | 14,133    | 41.       | kiesett  | kiesett  |
| Christian Baumann                                                        | Lólengés         | 14,333    | 29.       | kiesett  | kiesett  |
| Pablo Brägger                                                            | Talaj            | 14,500    | 31.       | kiesett  | kiesett  |
| Pablo Brägger                                                            | Korlát           | 14,833    | 37.       | kiesett  | kiesett  |
| Pablo Brägger                                                            | Nyújtó           | 15,100    | 9.        | kiesett  | kiesett  |
| Pablo Brägger                                                            | Gyűrű            | 14,033    | 45.       | kiesett  | kiesett  |
| Pablo Brägger                                                            | Lólengés         | 13,933    | 44.       | kiesett  | kiesett  |
| Pablo Brägger                                                            | Egyéni összetett | 86,199    | 21.       | 87,373   | 16.      |
| Benjamin Gischard                                                        | Talaj            | 15,066    | 12.       | kiesett  | kiesett  |
| Benjamin Gischard                                                        | Ugrás            | 14,516    | 12.       | kiesett  | kiesett  |
| Oliver Hegi                                                              | Talaj            | 13,966    | 49.       | kiesett  | kiesett  |
| Oliver Hegi                                                              | Korlát           | 14,333    | 48.       | kiesett  | kiesett  |
| Oliver Hegi                                                              | Nyújtó           | 13,366    | 61.       | kiesett  | kiesett  |
| Oliver Hegi                                                              | Gyűrű            | 14,200    | 36.       | kiesett  | kiesett  |
| Oliver Hegi                                                              | Lólengés         | 14,066    | 39.       | kiesett  | kiesett  |
| Oliver Hegi                                                              | Egyéni összetett | 84,431    | 30.       | kiesett  | kiesett  |
| Eddy Yusof                                                               | Talaj            | 15,033    | 15.       | kiesett  | kiesett  |
| Eddy Yusof                                                               | Korlát           | 13,300    | 60.       | kiesett  | kiesett  |
| Eddy Yusof                                                               | Nyújtó           | 13,166    | 65.       | kiesett  | kiesett  |
| Eddy Yusof                                                               | Gyűrű            | 14,533    | 24.*      | kiesett  | kiesett  |
| Eddy Yusof                                                               | Lólengés         | 14,133    | 37.       | kiesett  | kiesett  |
| Eddy Yusof                                                               | Egyéni összetett | 85,365    | 25.       | 87,914   | 12.      |
| Christian Baumann Pablo Brägger Benjamin Gischard Oliver Hegi Eddy Yusof | Csapat összetett | 260,262   | 9.        | kiesett  | kiesett  |

Női
| Versenyző          | Versenyszám      | Selejtező | Selejtező | Döntő    | Döntő    |
| Versenyző          | Versenyszám      | Pontszám  | Helyezés  | Pontszám | Helyezés |
| ------------------ | ---------------- | --------- | --------- | -------- | -------- |
| Giulia Steingruber | Talaj            | 14,666    | 5.        | 11,800   | 8.       |
| Giulia Steingruber | Ugrás            | 15,266    | 3.        | 15,216   |          |
| Giulia Steingruber | Felemás korlát   | 13,900    | 45.       | kiesett  | kiesett  |
| Giulia Steingruber | Gerenda          | 12,733    | 68.       | kiesett  | kiesett  |
| Giulia Steingruber | Egyéni összetett | 56,899    | 15.       | 57,565   | 10.      |

* - egy másik versenyzővel azonos eredményt ért el

## Triatlon
| Versenyző         | Versenyszám | 1,5 km úszás | Depózás 1 | 40 km kerékpározás | Depózás 2 | 10 km futás | Összesítés | Összesítés |
| Versenyző         | Versenyszám | Idő          | Idő       | Idő                | Idő       | Idő         | Idő        | Helyezés   |
| ----------------- | ----------- | ------------ | --------- | ------------------ | --------- | ----------- | ---------- | ---------- |
| Sven Riederer     | Férfi       | 17:48        | 0:49      | 56:03              | 0:35      | 33:00       | 1:48:15    | 19.        |
| Andrea Salvisberg | Férfi       | 17:28        | 0:46      | 55:04              | 0:38      | 34:00       | 1:47:56    | 16.        |
| Jolanda Annen     | Női         | 19:19        | 0:51      | 1:01:20            | 0:40      | 37:32       | 1:59:42    | 14.        |
| Nicola Spirig     | Női         | 19:12        | 0:54      | 1:01:22            | 0:38      | 34:50       | 1:56:56    |            |

## Úszás
Férfi
| Versenyző           | Versenyszám  | Előfutam | Előfutam | Előfutam | Elődöntő | Elődöntő | Elődöntő | Döntő   | Döntő    |
| Versenyző           | Versenyszám  | Idő      | Hely.    | Össz.    | Idő      | Hely.    | Össz.    | Idő     | Helyezés |
| ------------------- | ------------ | -------- | -------- | -------- | -------- | -------- | -------- | ------- | -------- |
| Alexandre Haldemann | 200 m gyors  | 1:49,94  | 5.       | 38.      | kiesett  | kiesett  | kiesett  | kiesett | kiesett  |
| Yannick Käser       | 100 m mell   | 1:00,71  | 1.       | 24.*     | kiesett  | kiesett  | kiesett  | kiesett | kiesett  |
| Yannick Käser       | 200 m mell   | 2:11,77  | 2.       | 20.      | kiesett  | kiesett  | kiesett  | kiesett | kiesett  |
| Jérémy Desplanches  | 200 m vegyes | 1:59,67  | 5.       | 12.**    | 2:00,38  | 8.       | 13.      | kiesett | kiesett  |
| Jérémy Desplanches  | 400 m vegyes | 4:15,46  | 3.       | 13.      |          |          |          | kiesett | kiesett  |

Női
| Versenyző                                                          | Versenyszám     | Előfutam | Előfutam | Előfutam | Elődöntő | Elődöntő | Elődöntő | Döntő   | Döntő    |
| Versenyző                                                          | Versenyszám     | Idő      | Hely.    | Össz.    | Idő      | Hely.    | Össz.    | Idő     | Helyezés |
| ------------------------------------------------------------------ | --------------- | -------- | -------- | -------- | -------- | -------- | -------- | ------- | -------- |
| Alexandra Touretski                                                | 50 m gyors      | 25,66    | 5.       | 41.      | kiesett  | kiesett  | kiesett  | kiesett | kiesett  |
| Maria Ugolkova                                                     | 100 m gyors     | 54,85    | 2.       | 23.      | kiesett  | kiesett  | kiesett  | kiesett | kiesett  |
| Maria Ugolkova                                                     | 200 m vegyes    | 2:13,77  | 2.       | 19.      | kiesett  | kiesett  | kiesett  | kiesett | kiesett  |
| Danielle Villars                                                   | 100 m pillangó  | 59,45    | 4.*      | 27.*     | kiesett  | kiesett  | kiesett  | kiesett | kiesett  |
| Martina van Berkel                                                 | 200 m hát       | 2:13,46  | 3.       | 24.      | kiesett  | kiesett  | kiesett  | kiesett | kiesett  |
| Martina van Berkel                                                 | 200 m pillangó  | 2:08,00  | 5.       | 11.      | 2:07,90  | 6.       | 12.      | kiesett | kiesett  |
| Martina van Berkel                                                 | 400 m vegyes    | 4:45,12  | 1.       | 24.      |          |          |          | kiesett | kiesett  |
| Maria Ugolkova Alexandra Touretski Danielle Villars Noémi Girardet | 4 × 100 m gyors | 3:41,02  | 8.       | 14.      |          |          |          | kiesett | kiesett  |

* - egy másik versenyzővel azonos időt ért el

** - két másik versenyzővel azonos időt ért el

## Vitorlázás
Férfi
| Versenyző                         | Versenyszám     | Futam | Futam | Futam | Futam | Futam | Futam | Futam | Futam | Futam | Futam | Futam | Futam | Futam   | Pontszám | Helyezés |
| Versenyző                         | Versenyszám     | 1     | 2     | 3     | 4     | 5     | 6     | 7     | 8     | 9     | 10    | 11    | 12    | É       | Pontszám | Helyezés |
| --------------------------------- | --------------- | ----- | ----- | ----- | ----- | ----- | ----- | ----- | ----- | ----- | ----- | ----- | ----- | ------- | -------- | -------- |
| Mateo Sanz Lanz                   | Szörfvitorlázás | (24)  | 15    | 21    | 8     | 14    | 8     | 20    | 11    | 11    | 19    | 4     | 5     | kiesett | 136      | 14.      |
| Yannick Brauchli Romuald Hausser  | 470-es osztály  | 11    | 4     | 19    | 7     | 10    | 10    | 8     | (22)  | 15    | 8     |       |       | 2       | 94       | 9.       |
| Lucien Cujean Sébastien Schneiter | 49er osztály    | 5     | 16    | 12    | 4     | (17)  | 15    | 15    | 10    | 16    | 5     | 17    | 5     | kiesett | 120      | 13.      |

Női
| Versenyző                      | Versenyszám    | Futam | Futam | Futam | Futam | Futam | Futam | Futam | Futam | Futam | Futam | Futam   | Pontszám | Helyezés |
| Versenyző                      | Versenyszám    | 1     | 2     | 3     | 4     | 5     | 6     | 7     | 8     | 9     | 10    | É       | Pontszám | Helyezés |
| ------------------------------ | -------------- | ----- | ----- | ----- | ----- | ----- | ----- | ----- | ----- | ----- | ----- | ------- | -------- | -------- |
| Linda Fahrni Maja Siegenthaler | 470-es osztály | 8     | 15    | 15    | 12    | 9     | 10    | 8     | 11    | 16    | (19)  | kiesett | 104      | 14.      |

Vegyes
| Versenyző                      | Versenyszám | Futam | Futam | Futam | Futam | Futam | Futam | Futam | Futam | Futam | Futam | Futam | Futam | Futam | Pontszám | Helyezés |
| Versenyző                      | Versenyszám | 1     | 2     | 3     | 4     | 5     | 6     | 7     | 8     | 9     | 10    | 11    | 12    | É     | Pontszám | Helyezés |
| ------------------------------ | ----------- | ----- | ----- | ----- | ----- | ----- | ----- | ----- | ----- | ----- | ----- | ----- | ----- | ----- | -------- | -------- |
| Nathalie Brugger Matías Bühler | Nacra 17    | 1     | 6     | 6     | (19)  | 11    | 18    | 10    | 7     | 5     | 5     | 1     | 10    | 20    | 100      | 7.       |

## Vívás
Férfi
| Versenyző                                              | Versenyszám       | Selejtező         | 32-es főtábla               | Nyolcaddöntő                  | Negyeddöntő                                                              | Elődöntő                                                                                   | Bronz- mérkőzés | Döntő             | Helyezés |
| Versenyző                                              | Versenyszám       | Ellenfél Eredmény | Ellenfél Eredmény           | Ellenfél Eredmény             | Ellenfél Eredmény                                                        | Ellenfél Eredmény                                                                          | Ellenfél Eredmény | Ellenfél Eredmény | Helyezés |
| ------------------------------------------------------ | ----------------- | ----------------- | --------------------------- | ----------------------------- | ------------------------------------------------------------------------ | ------------------------------------------------------------------------------------------ | --- | ----------------- | -------- |
| Max Heinzer                                            | Párbajtőr, egyéni | erőnyerő          | Paolo Pizzo (ITA) · 15-11   | Vagyim Anohin (RUS) · 15-7    | Pak Szangjong (Park Sang-yeong) (KOR) · 4-15                             | kiesett                                                                                    | kiesett | kiesett           | 7.       |
| Fabian Kauter                                          | Párbajtőr, egyéni | erőnyerő          | Anatolij Herej (UKR) · 15-9 | Yannick Borel (FRA) · 14-15   | kiesett                                                                  | kiesett                                                                                    | kiesett | kiesett           | 12.      |
| Benjamin Steffen                                       | Párbajtőr, egyéni | erőnyerő          | Jason Pryor (USA) · 15-14   | Bohdan Nyikisin (UKR) · 15-14 | Yannick Borel (FRA) · 15-10                                              | Pak Szangjong (Park Sang-yeong) (KOR) · 9-15                                               | Gauthier Grumier (FRA) · 11-15 |                   | 4.       |
| Peer Borsky Max Heinzer Fabian Kauter Benjamin Steffen | Párbajtőr, csapat |                   |                             | erőnyerő                      | Olaszország (ITA) · Marco Fichera · Enrico Garozzo · Paolo Pizzo · 32-45 | 5–8. helyért · Oroszország (RUS) · Vagyim Anohin · Anton Avgyejev · Szergej Hodosz · 45-28 | 5. helyért · Dél-Korea (KOR) · Csong Dzsinszon (Jeong Jin-seon) · Csong Szunghva (Jeong Seung-hwa) · Pak Szangjong (Park Sang-young) · 36-45 |                   | 6.       |

Női
| Versenyző        | Versenyszám       | Selejtező                  | 32-es főtábla     | Nyolcaddöntő      | Negyeddöntő       | Elődöntő          | Bronz- mérkőzés   | Döntő             | Helyezés |
| Versenyző        | Versenyszám       | Ellenfél Eredmény          | Ellenfél Eredmény | Ellenfél Eredmény | Ellenfél Eredmény | Ellenfél Eredmény | Ellenfél Eredmény | Ellenfél Eredmény | Helyezés |
| ---------------- | ----------------- | -------------------------- | ----------------- | ----------------- | ----------------- | ----------------- | ----------------- | ----------------- | -------- |
| Tiffany Géroudet | Párbajtőr, egyéni | Rayssa Costa (BRA) · 13-15 | kiesett           | kiesett           | kiesett           | kiesett           | kiesett           | kiesett           | 34.      |